# Antiga Unidade Sampaio Viana da Febem e Área Verde
A Antiga Unidade Sampaio Viana da Febem e Área Verde é uma área de 216 mil metros quadrados localizada na região próxima ao Pacaembu em São Paulo, na Rua Angatuba, 756. O complexo compreende atualmente os antigos edifícios de administração, serviços (cozinha e refeitório), um pavilhão de dormitórios interligados por uma galeria aérea envidraçada, uma capela, um berçário e uma extensa área verde. O espaço, que até 1998 abrigou a antiga Unidade Sampaio Viana da FEBEM, foi instituído em 1895 pela Santa Casa de Misericórdia de São Paulo como espaço para abrigo e educação de menores abandonados, em um terreno que pertencia à antiga chácara de Joaquim Floriano Wanderley. Devido à problemas estruturais, em 1910 a antiga estrutura foi substituída pelo projeto do escritório de arquitetura Ramos de Azevedo. A área, antigamente conhecida como Asilo dos Expostos, foi comprada pela Faculdade de Medicina da Universidade de São Paulo em 1998 e efetivamente ocupada pelos estudantes no segundo semestre de 2002.

## História

### Asilo e Educandário Sampaio Viana

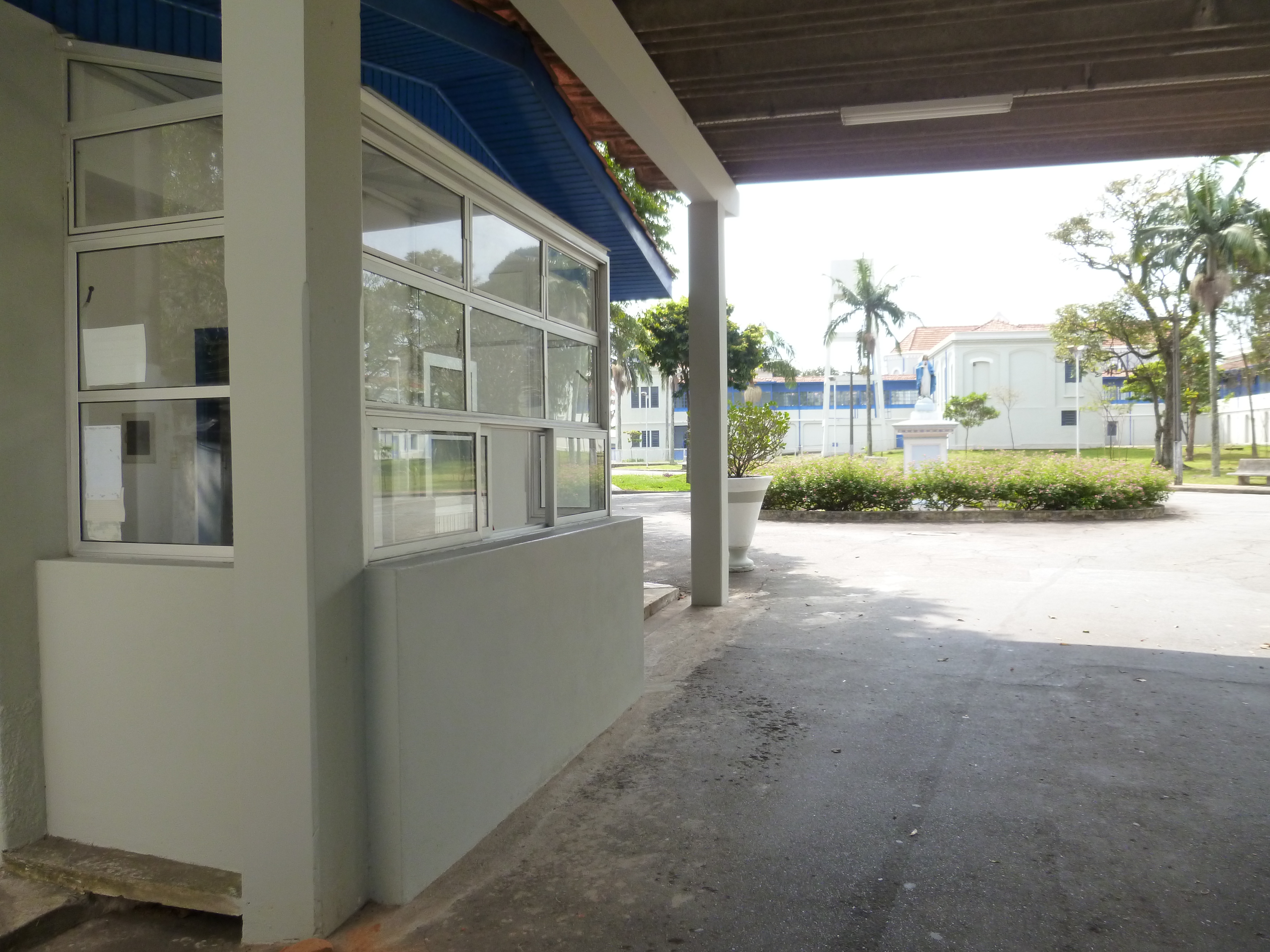
Portaria da Antiga Unidade Sampaio Viana

A história da área que hoje abriga uma unidade complementar da Faculdade de Medicina da Universidade de São Paulo têm início na aquisição do terreno que a compreende por Joaquim de Floriano Wanderley, em 1877. O lote, arrematado pelos jesuítas que receberam a Sesmaria do Pacaembu em 1779, permaneceu na posse de Wanderley até 1895. No ano seguinte, por razões financeiras, o terreno é transmitido à Santa Casa de Misericórdia de São Paulo, que instala na antiga "Chácara Wanderley". A instituição deu sequência à proposta de abrigar e cuidar de menores abandonados da famosa Roda dos expostos, obra que se estendeu por vários anos, aumentando seu escopo.

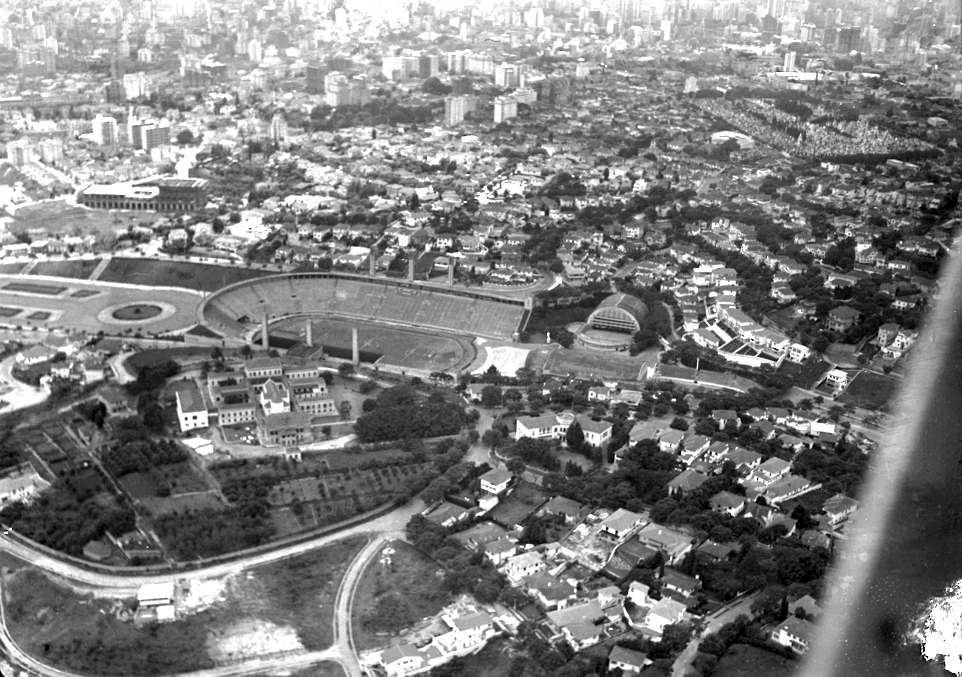
Vista do complexo da Antiga Unidade Sampaio Viana da Febem, abaixo do Estádio do Pacaembú

Distante da área urbana, a antiga edificação sucumbiu ao desgaste, apresentando uma série de graves problemas estruturais. Assim, em projeto liderado pelo escritório de arquitetura Ramos de Azevedo, por volta de 1910 o edifício foi substituído por um novo conjunto arquitetônico. Com a nova configuração, o complexo passou a dispor de três largos pavimentos, que exerciam funções variadas (destinados a salas de aula, atendimento médico, dentistas, farmácia, rouparia...), além da adição de dois pavilhões laterais, nos quais normalmente eram dispostos leitos.Em 1944, com a ampliação do programa assistencial do complexo, este passou a se chamar Educandário Sampaio Viana, até que o nome das instalações foi alterado novamente, com a adoção do nome Unidade de Triagem Sampaio Viana. No ano seguinte, para alinhar-se a critérios legais, a unidade adequou-se ao modelo da Fundação Estadual do Bem-Estar do Menor do Estado de São Paulo, da qual manteve-se uma unidade ativa até seu desligamento em 1997.

### Processo de tombamento

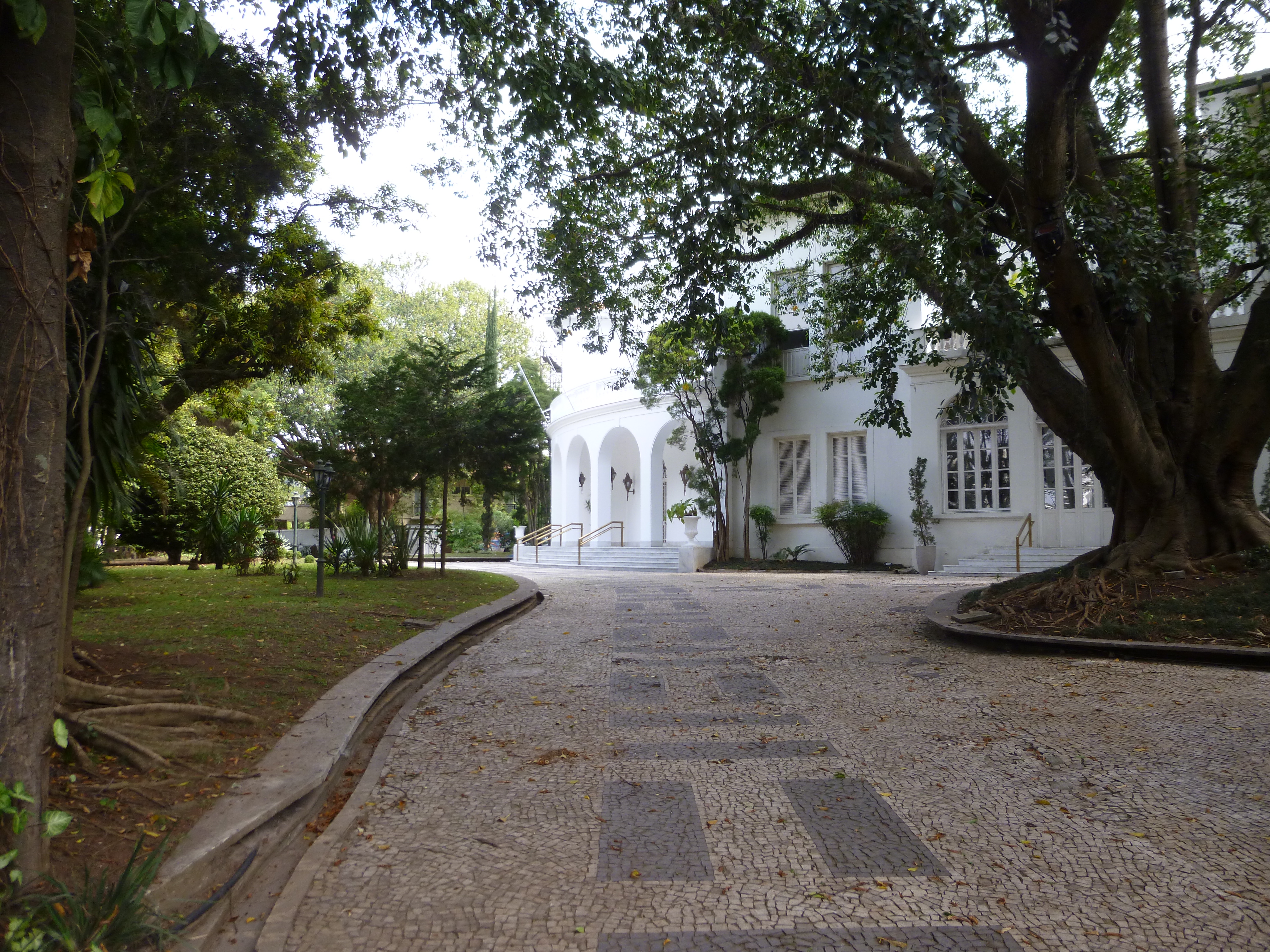
Entrada do prédio vizinho ao complexo, pertencente também à Faculdade de Medicina da Universidade de São Paulo

EM 1997, a unidade de acolhimento de menores foi desativada pela Secretaria de Estado da Criança, Família e Bem-Estar Social.Com a transferência dos últimos 21 bebês do edifício da Febem (que possuiam entre 0 e 2 anos) para uma nova unidade, no bairro do Belém (São Paulo) o processo de desativação do complexo Sampaio Viana, iniciado há 1 ano e 6 meses, teve fim. As demais das crianças foram  realocadas para três dessas unidades administradas diretamente pela Fundação Estadual do Bem-Estar do Menor e para outras três terceirizadas, localizadas nas regiões, sul, sudeste e norte. Antes da desativação a unidade chegou a manter aproximadamente 500 crianças.
No ano seguinte, segundo a resolução número SC-62 de 22 de junho de 1998, em uma parceria do Secretário do Governo e Gestão estratégica, o Conselho de Defesa do Patrimônio  Histórico, Arqueológico, Artístico e Turístico e a Secretaria de Estado da Cultura do Estado de São Paulo decidiram pelo tombamento do antigo Asilo dos Expostos. O tombamento incidiu sobre os edifícios da administração, serviços, sobre pavilhão de dormitórios interligados por galeria aérea envidraçada, sobre a capela e o berçário, resguardando o local e também sua área envoltória.

## Arquitetura, estrutura do complexo e arredores

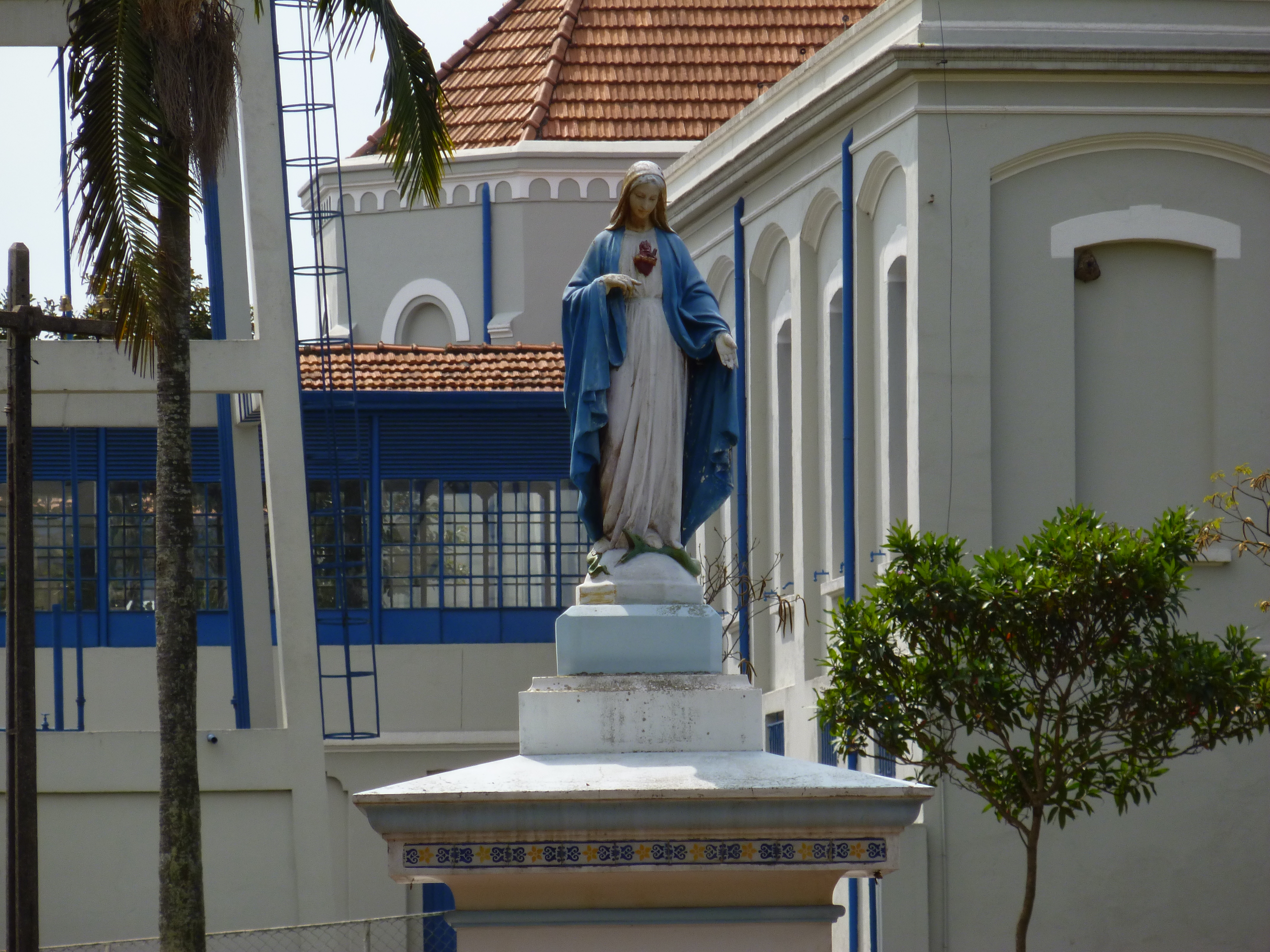
Estátua de Nossa Senhora das Graças

A antiga Unidade Sampaio Viana, que ocupa cerca de 216 mil metros quadrados do bairro do Pacaembu na região Centro-Oeste da capital, pode ser dividida em grandes segmentos:
- Antigo prédio da administração
- Prédio de serviços
- Pavilhão dos dormitórios (interligados pela galeria envidraçada)
- Capela
- Antigo berçário
- Área externa

Essa configuração foi estabelecida com a reconstrução do complexo em no início do século XX pelo escritório de arquitetura Ramos de Azevedo, substituindo o edifício original, demolido quando sua deterioração começou a resultar em problemas estruturais. A área externa ainda apresenta uma grande caixa d'água, localizada no pátio principal e visível à distância, uma extensa área verde, muito arborizada, e uma representação de Nossa Senhora das Graças logo na entrada da portaria.

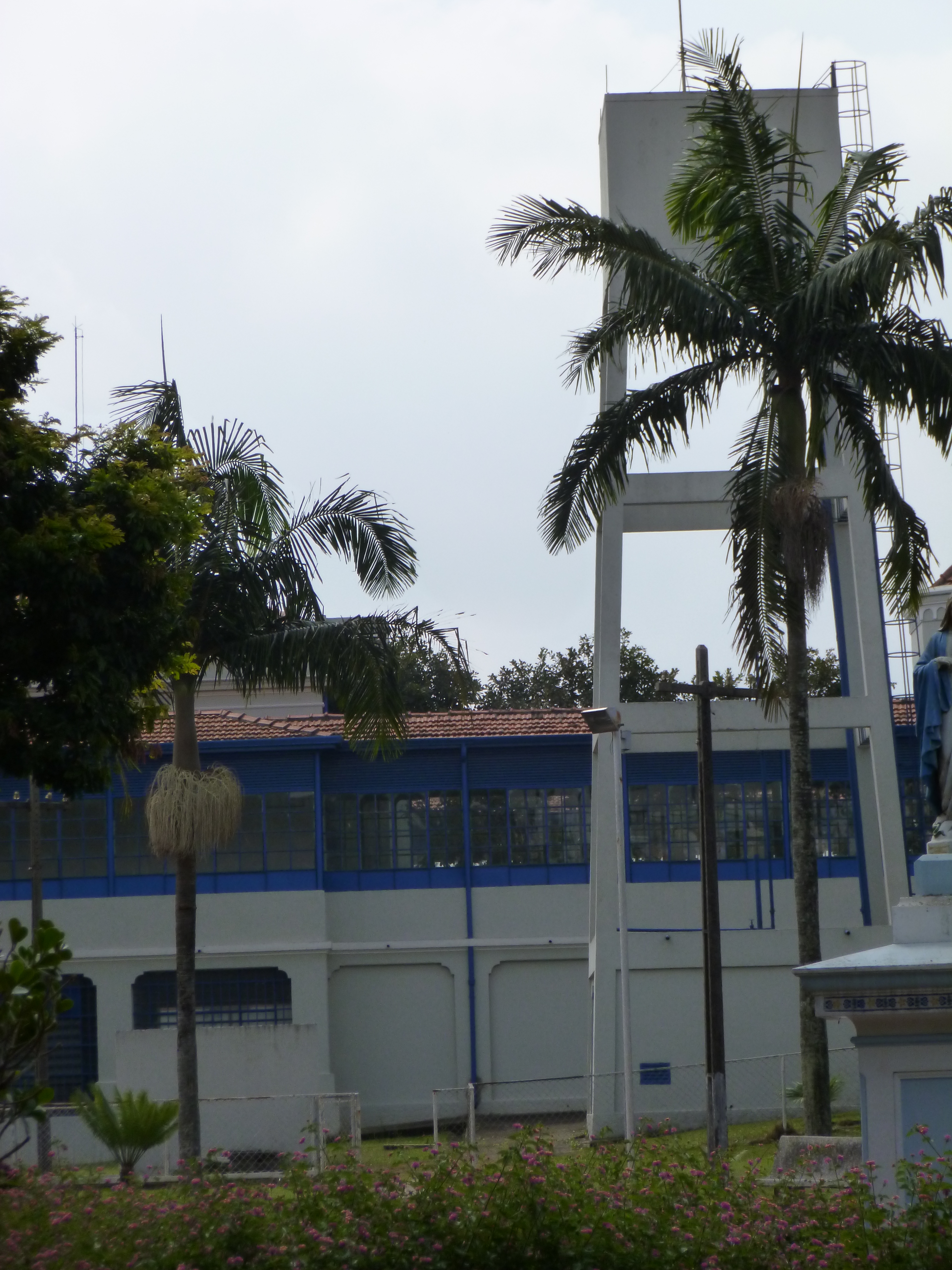
Caixa d'água localizada na área externa da Unidade

Nos arredores do complexo se localizam ainda outro prédio da Faculdade de Medicina da Universidade de São Paulo, na mesma Rua Angatuba, assim como o próprio edifício principal da Faculdade, que fica na Avenida Doutor Arnaldo. Outro patrimônio importante da capital próximo ao local é o Estádio Municipal Paulo Machado de Carvalho, popularmente conhecido como Estádio do Pacaembu.

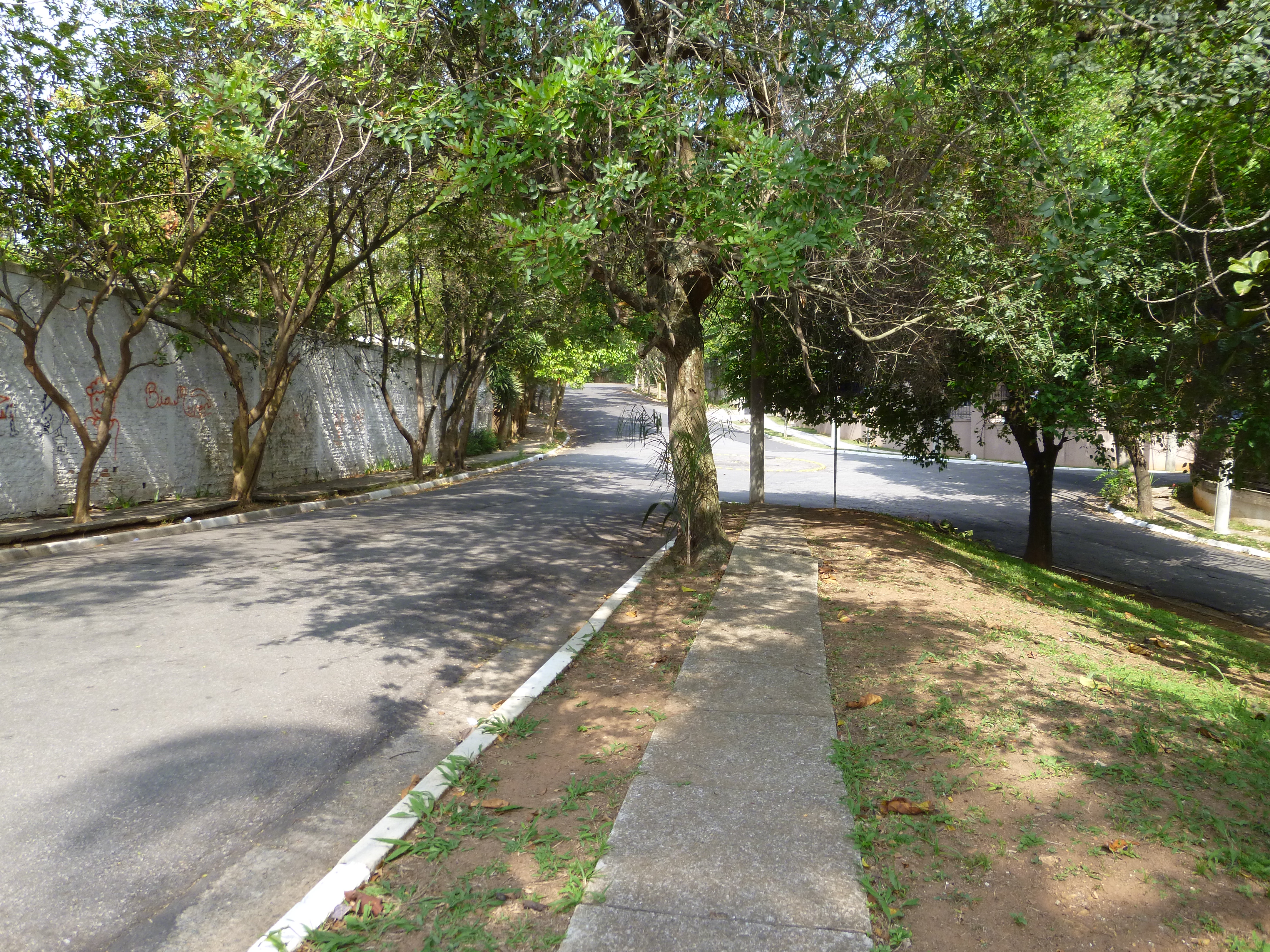
Arredores da Unidade

## Significado histórico e cultural
Como reconhece a Resolução de Tombamento que resguarda o complexo Sampaio Viana, além de enorme valor histórico para a região do Pacaembu, a principal contribuição da Unidade é social. O documento determina que devido à "destinação específica ao abrigo de crianças" o espaço deve ser juridicamente protegido. Esta proposta, que tem início na obra da Roda dos expostos ainda no século XIX, manteve-se durante tanto a gestão de Joaquim Floriano Wanderley quanto a da Santa Casa de Misericórdia de São Paulo, após a transmissão da propriedade. Nos anos que esteve durante a administração da Fundação Estadual para o Bem Estar do Menor (FEBEM), a Unidade também chegou a abrigar aproximadamente 500 crianças.
O espaço, que também é relevante por sua notória área verde, que ocupa um terreno de grandes proporções, surge praticamente junto com o próprio bairro, durante a arrematação de terras pelos jesuítas, que receberam a Sesmaria do Pacaembu. O lote, localizado no antigo Pacaembu de Cima (a sesmaria se dividia em três áreas: Pacaembu de Cima, do Meio e de Baixo), representava um espaço isolado, que aos poucos foi se transformando em conjunto com a região. Assim, principalmente com a conservação do seu estilo arquitetônico introduzido no início do século XX, tornou-se uma das maiores representações visuais da história do bairro do Pacaembu.

## Estado atual

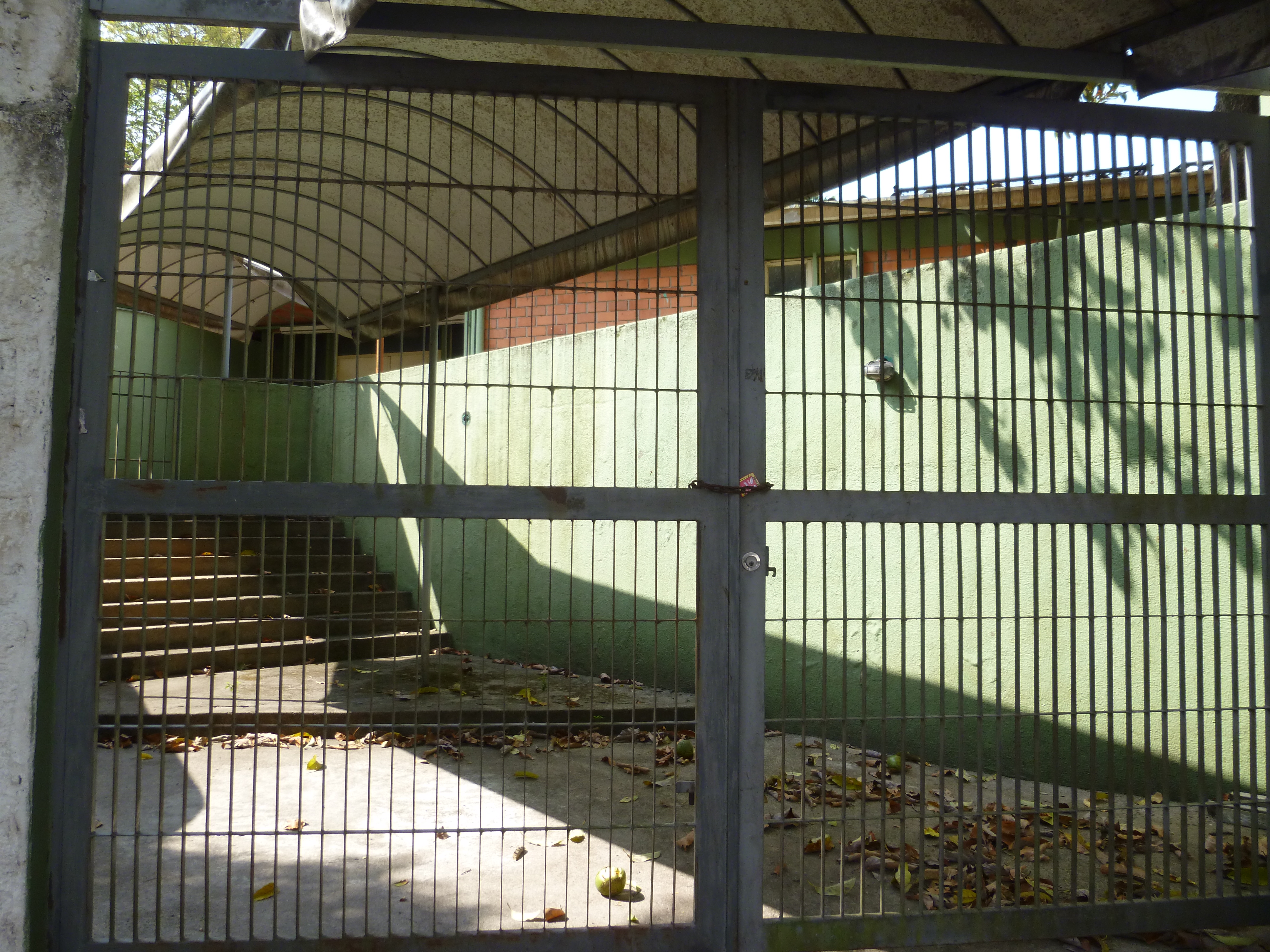
Portão desativado localizado no muro lateral da Unidade

Após o tombamento realizado pelo Conselho de Defesa do Patrimônio  Histórico, Arqueológico, Artístico e Turístico, a ex-Unidade Sampaio Viana foi comprada em 1998 pela Faculdade de Medicina da Universidade de São Paulo (FMUSP). A compra causou uma série de problemas para a gestão da Fundação, que teve que lidar com diversas acusações de que o extenso terreno foi adquirido com o único propósito de lucrar com a especulação imobiliária, já que no local nenhum espaço era direcionado aos alunos e nenhuma disciplina era lecionada.
Porém, no segundo semestre de 2002, foram instaladas no interior do complexo salas e laboratórios destinados às aulas e à pesquisa acadêmica. Para o uso foram necessárias diversas reformas (ocorridas durante o período da compra e da ocupação), que embora estivessem submetidas às determinações do tombamento realizado pelo Conselho de Defesa do Patrimônio Histórico, Artístico, Arqueológico e Turístico, reformaram uma parte substancial do edifício principal e das áreas externas, solucionando uma série de problemas estruturais. Atualmente o prédio continua ativo e ainda abriga um estacionamento emergencial da FMUSP, que opera durante todos os dias da semana das 06:30 às 21:00 horas.

## Galeria

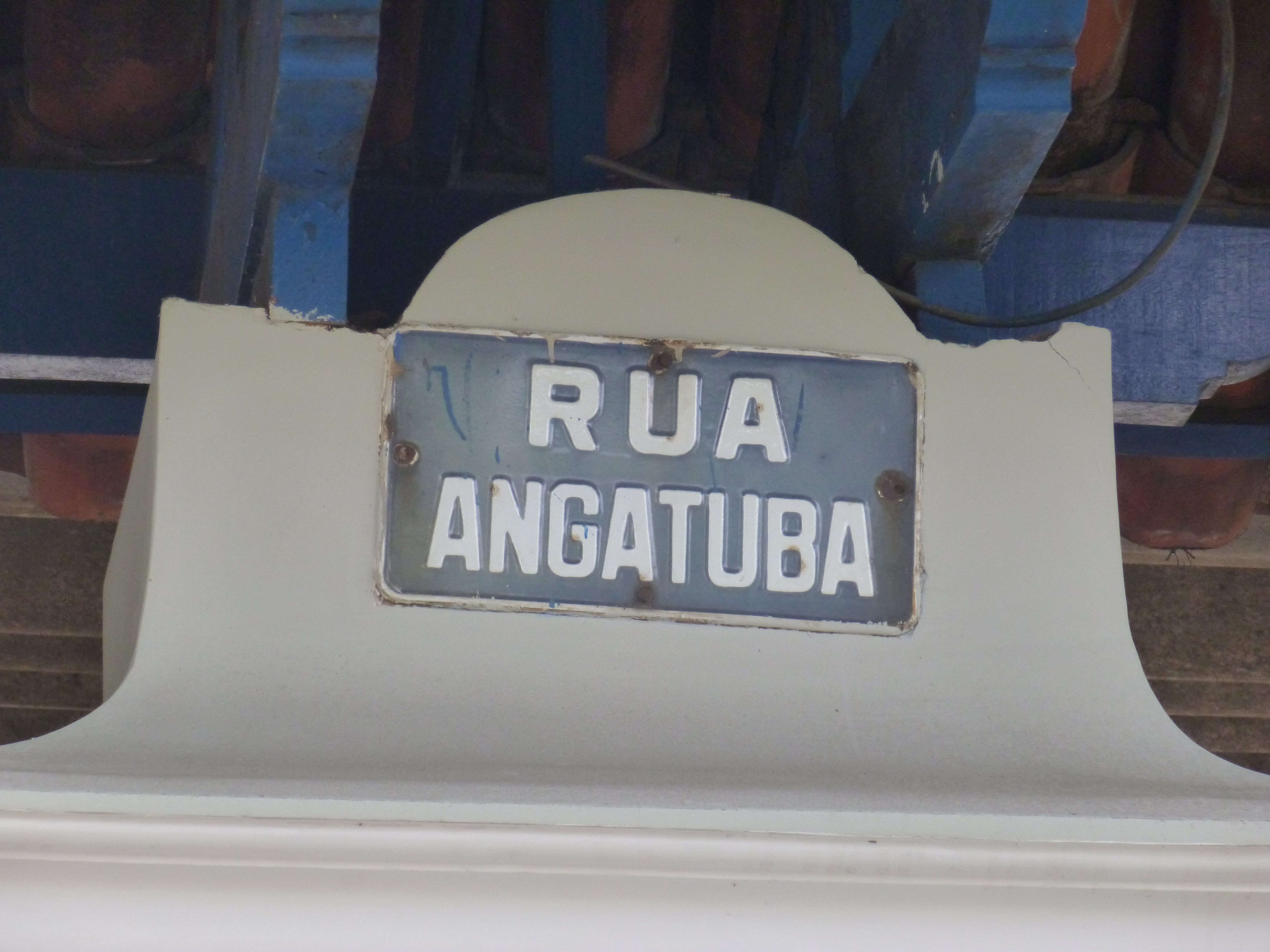
Detalhe da portaria da Unidade
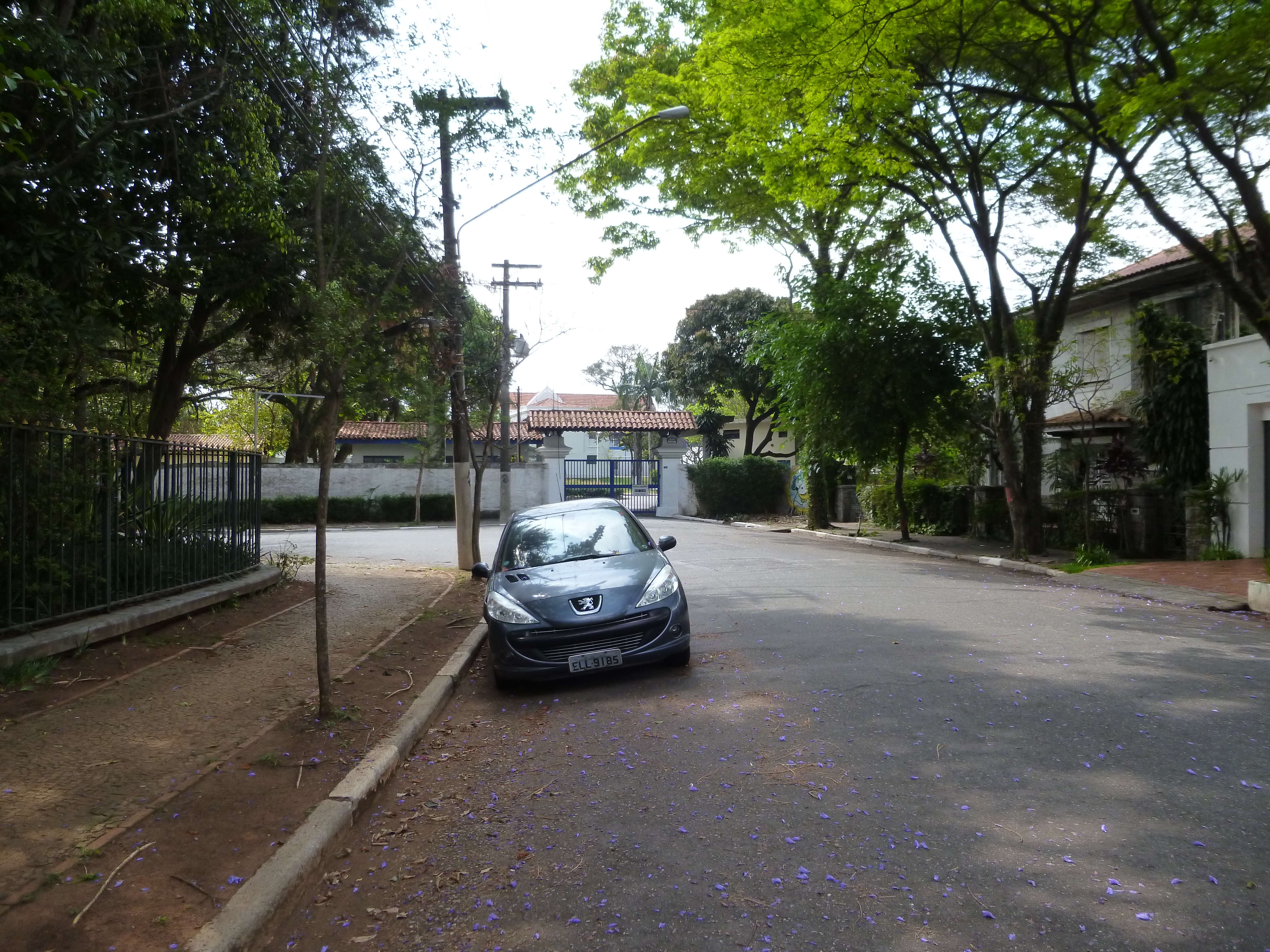
Visão frontal da Rua Angatuba
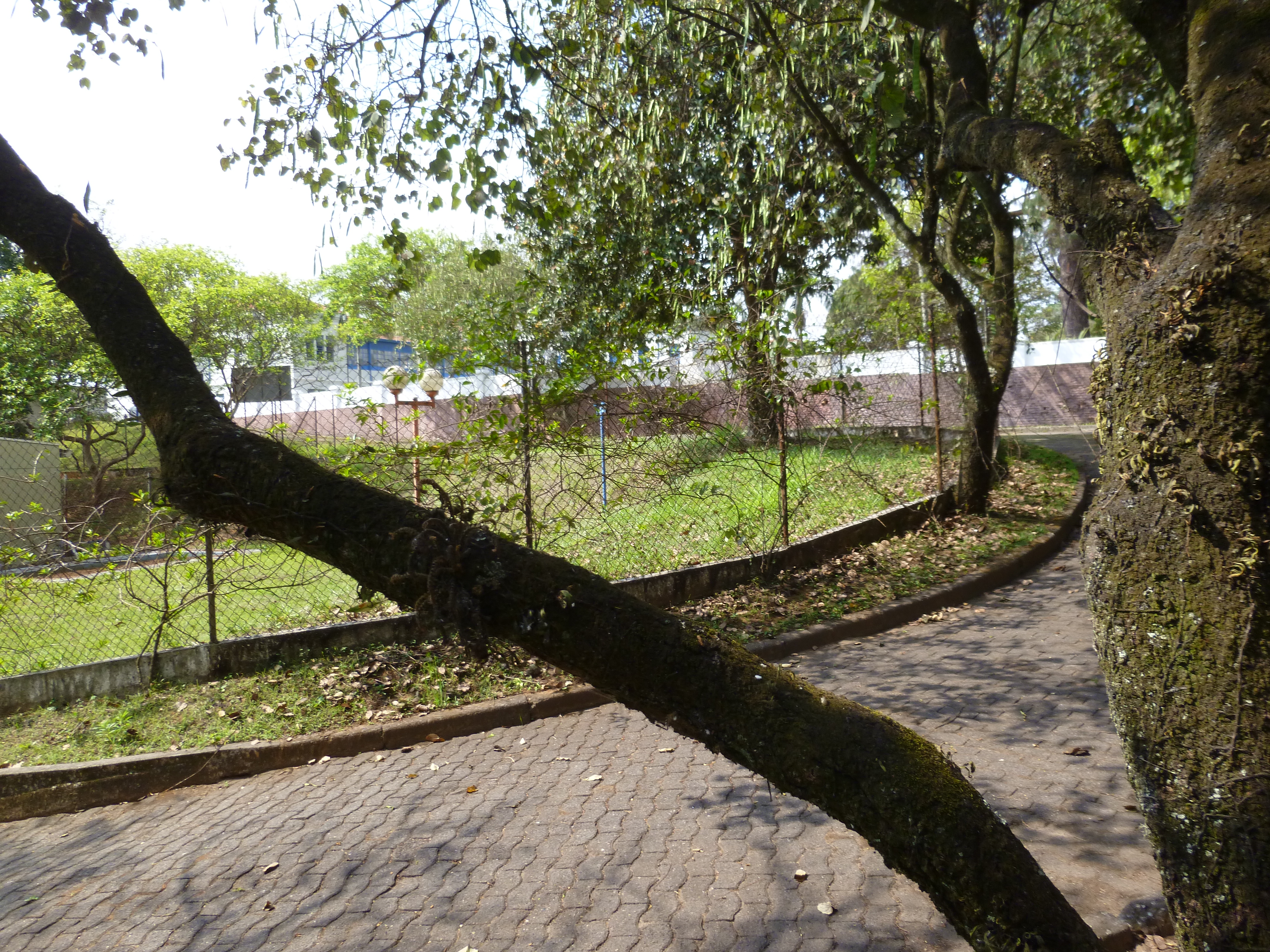
Arredores da Unidade
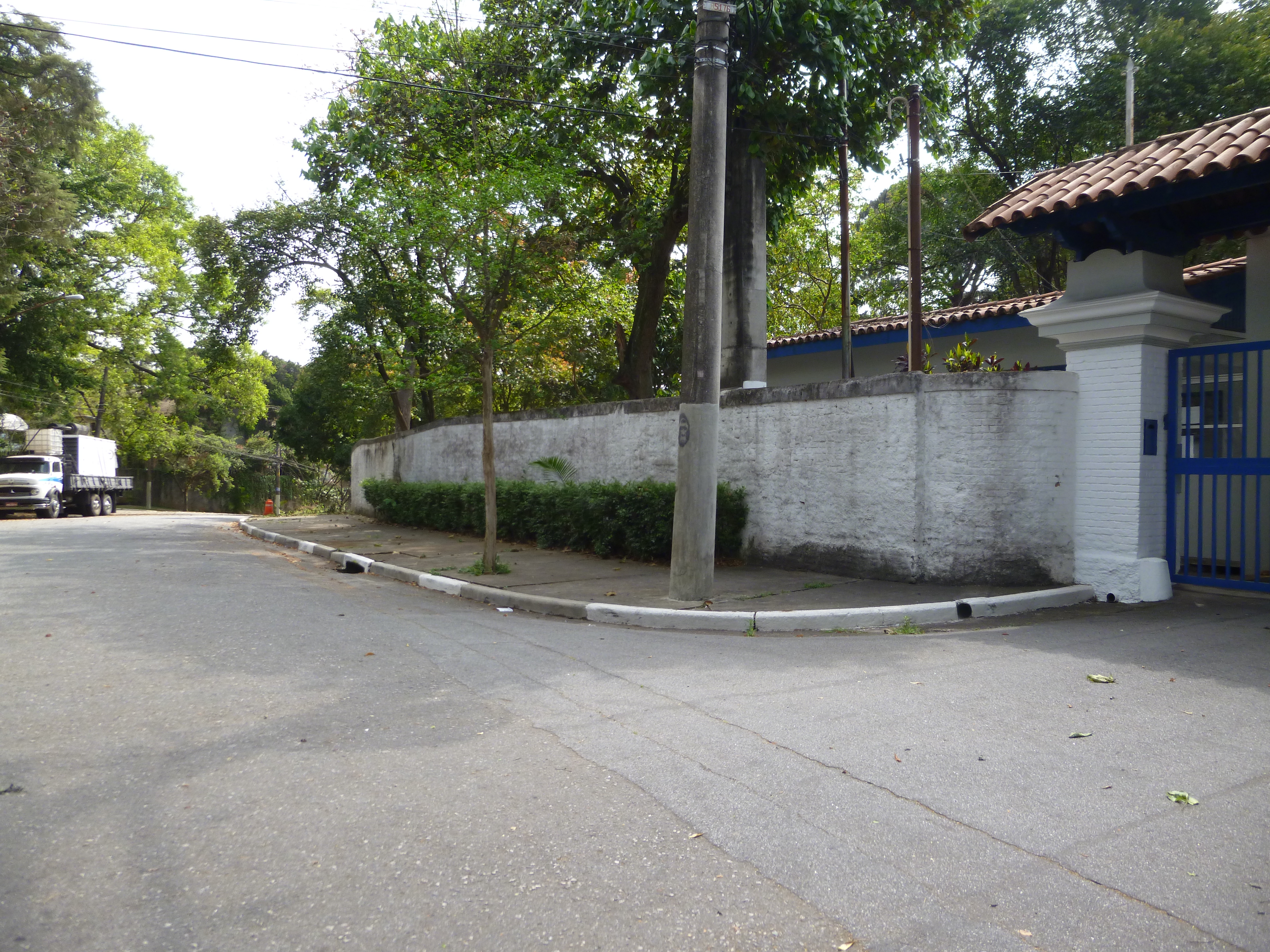
Visão lateral da entrada da Unidade Sampaio Viana
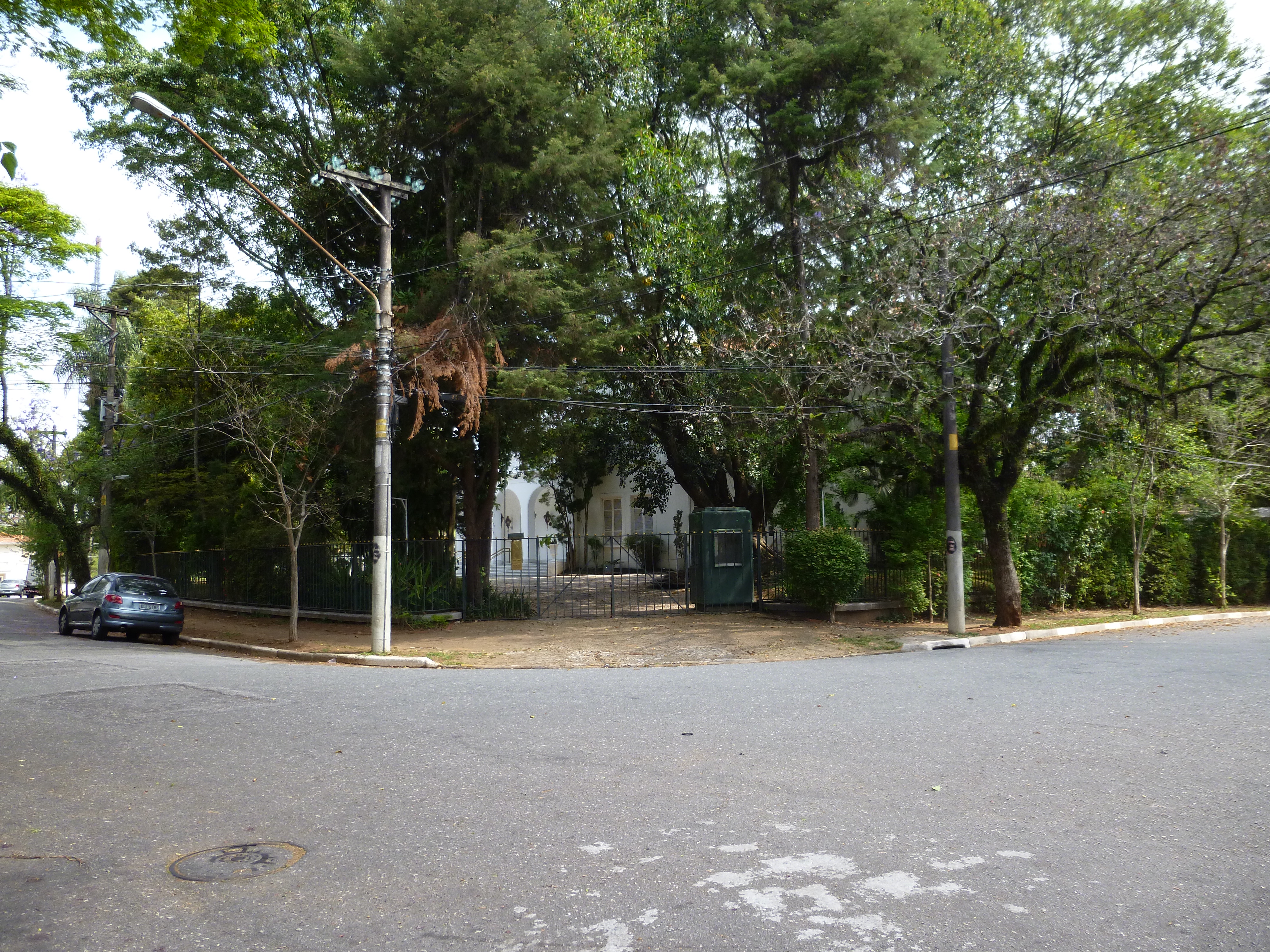
Visão frontal do edifício da Faculdade de Medicina da Universidade de São Paulo complementar ao complexo
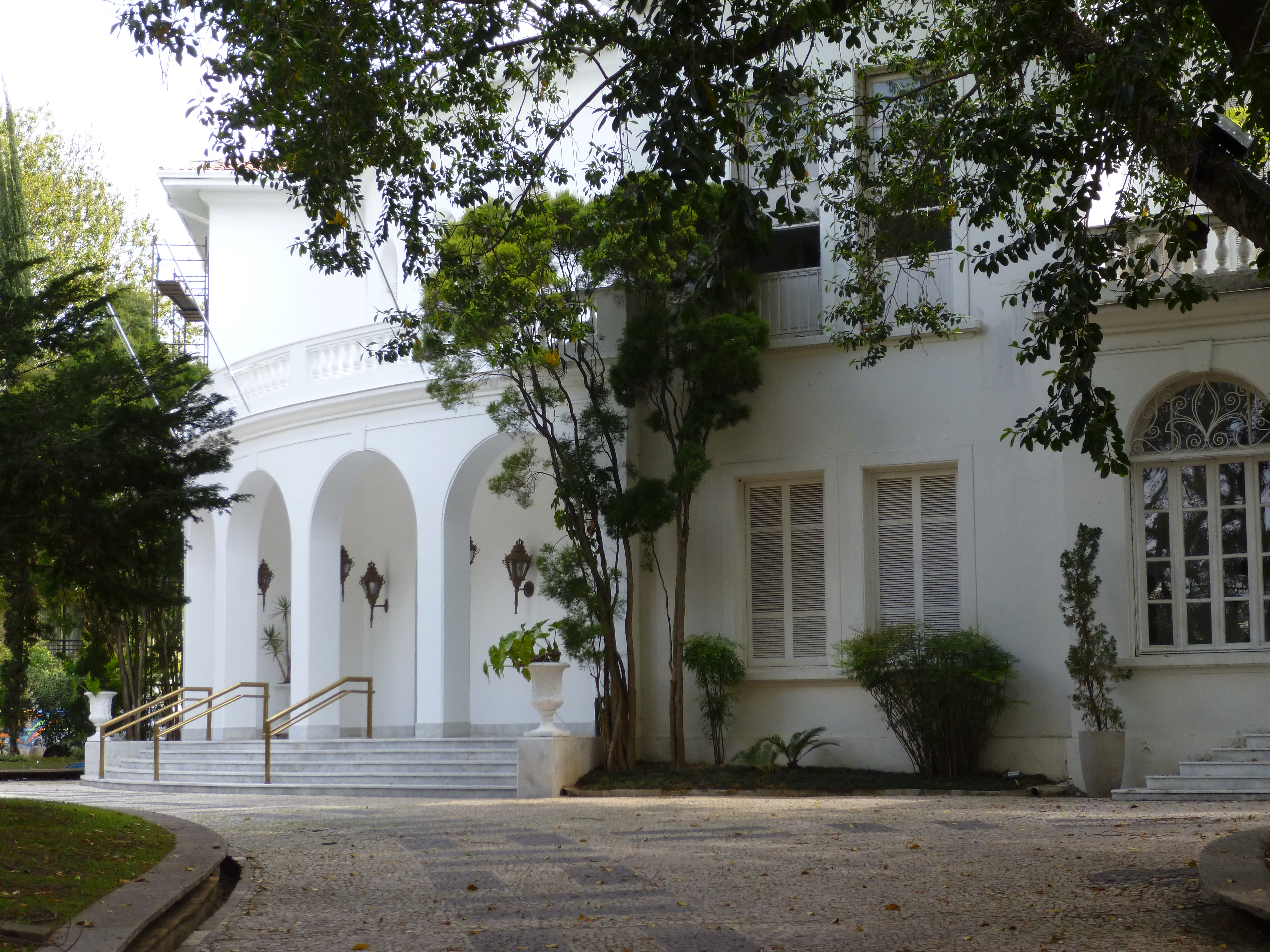
Visão aproximada da fachada do edifício da Faculdade de Medicina da Universidade de São Paulo complementar ao complexo